# GD & TOP (album)
GD&TOP là album phòng thu đầu tay của bộ đôi nghệ sĩ hip hop người Hàn Quốc G-Dragon và T.O.P (thường được biết đến với tư cách nhóm phụ GD & TOP) của nhóm nhạc Big Bang. Album được phát hành vào ngày 24 tháng 12 năm 2010 thông qua hãng đĩa YG Entertainment. Họ rất tích cực quảng bá cho album khi tổ chức một buổi ra mắt toàn cầu cùng nhiều màn trình diễn trên nhiều sân khấu lớn. Ba single được phát hành gồm: "High High," "Oh Yeah," và "Knock Out." Trong khi "High High" đứng đầu nhiều bảng xếp hạng, hai đĩa đơn sau cũng xếp ngay sau ở vị trí số 2 và số 3.
Theo Gaon Chart GD&TOP là album bán chạy thứ năm của năm 2010 ở Hàn Quốc (130.000 bản).

## Bối cảnh
Trong thời gian cùng các thành viên khác chuẩn bị cho album sắp ra mắt, G-Dragon và T.O.P bắt đầu thực hiện những thử nghiệm âm nhạc khác nhau. Mặc dù việc kết hợp giữa họ ban đầu chỉ hướng tới các sản phẩm chung của Big Bang, G-Dragon và T.O.P nhận được nhiều phản hồi tích cực cho sự cộng tác này. Sau khi nhận được sự chấp thuận của chủ tịch YG Yang Hyun Suk về việc ra album riêng, các tin tức về sự hợp tác bắt đầu trở nên rộng rãi vào tháng 11 năm 2010.
G-Dragon và T.O.P cùng nhau sáng tác lời cho phần lớn album, nhấn mạnh "chúng tôi muốn kể nhiều câu chuyện hơn cho người hâm mộ nghe." Nhóm cũng lựa chọn thể loại nhạc có phần hip hop hơn so với thể loại điện tử mà Big Bang đang theo đuổi.

## Phát hành

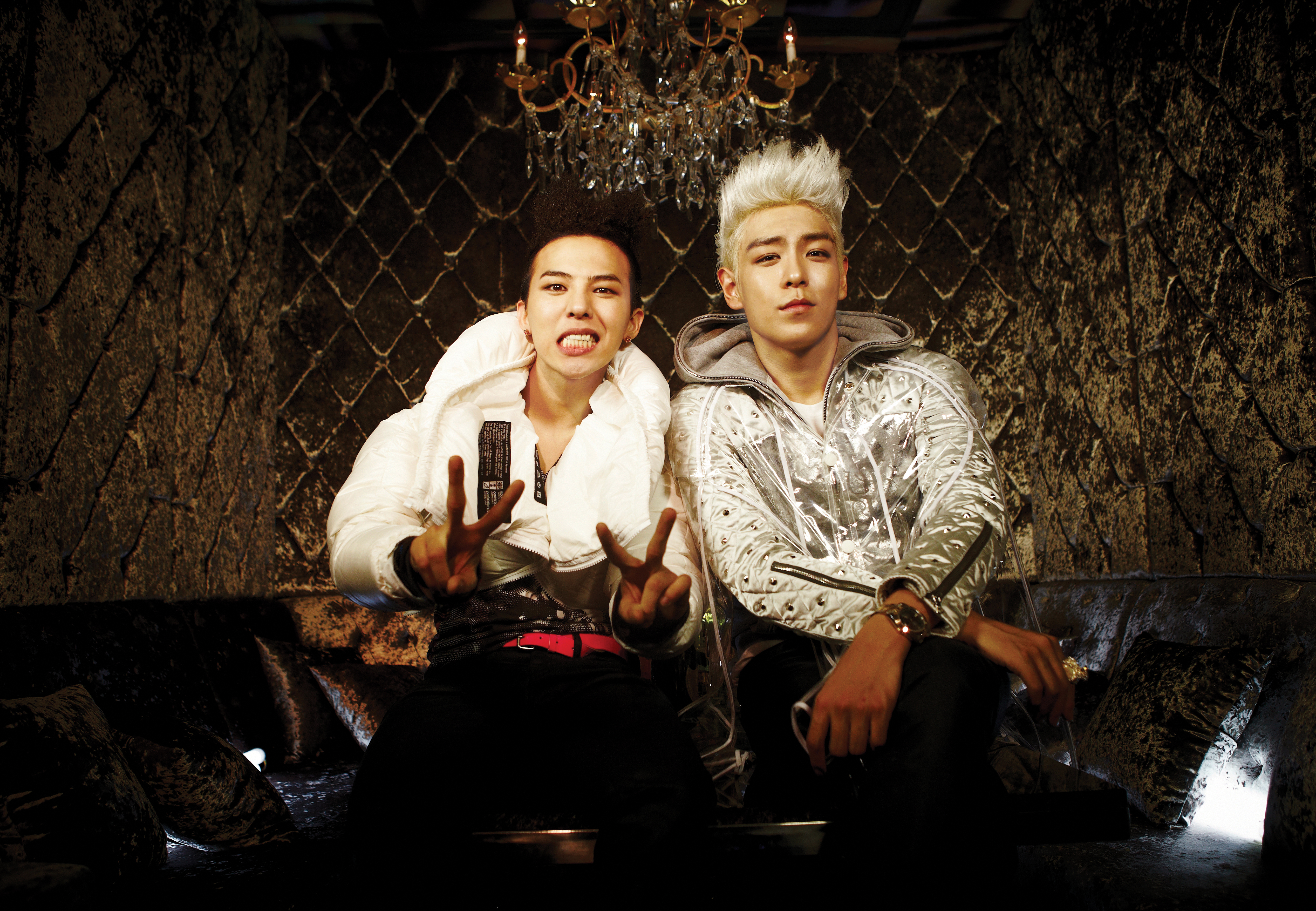
G-Dragon và T.O.P chụp hình cho "High High"

Trước khi chính thức phát hành album, G-Dragon và T.O.P tổ chức buổi ra mắt toàn cầu tại Quảng trường Thời đại tại Yeongdeungpo, Seoul, Hàn Quốc, và được phát trực tiếp trên YouTube. Việc sử dụng "dấu hiệu hòa bình" cho các hoạt động quảng bá (đặc biệt trên bìa album) cũng gây chú ý khi nó giống với biểu tượng của Playboy. Tuy nhiên biểu tượng này bị gỡ bỏ ngay sau đó do đề nghị từ Playboy liên quan đến vấn đề bản quyền. Bìa album được thay bằng hình trái tim được tạo nên từ chữ GD&TOP trong khi các video âm nhạc chính thức của "High High" và "Knock Out" bị xóa khỏi tài khoản YouTube của Big Bang.
Album đã bán được 130.000 bản vào năm 2010 và thêm 33.276 bản vào năm 2011. Bên cạnh đó, GD&TOP còn giành được giải màn trình diễn Rap và Hiphop xuất sắc nhất tại giải thưởng âm nhạc Melon năm 2011. Tính đến thời điểm tháng 11 năm 2014, album đã bán được hơn 200.000 bản.

## Giải thưởng
| Năm  | Giải               | Hạng mục    | Kết quả   |
| ---- | ------------------ | ----------- | --------- |
| 2011 | Melon Music Awards | Rap/Hip Hop | Đoạt giải |

### Chiến thắng tại các chương trình âm nhạc
| Bài hát                          | Chương trình        | Ngày                 |
| -------------------------------- | ------------------- | -------------------- |
| "Oh Yeah" (hợp tác với Park Bom) | M! Countdown (Mnet) | 30 tháng 12 năm 2010 |
| "High High"                      | M! Countdown (Mnet) | 6 tháng 1 năm 2011   |
| "High High"                      | Inkigayo (SBS)      | 9 tháng 1 năm 2011   |

## Danh sách bài hát
| STT              | Nhan đề                                                                  | Phổ lời                | Phổ nhạc                       | Hòa âm               | Thời lượng |
| ---------------- | ------------------------------------------------------------------------ | ---------------------- | ------------------------------ | -------------------- | ---------- |
| 1.               | "Intro"                                                                  | G-Dragon, T.O.P        | G-Dragon, T.O.P, e.knock       | e.knock              | 2:08       |
| 2.               | "High High"                                                              | G-Dragon, T.O.P, Teddy | Teddy                          | Teddy                | 3:08       |
| 3.               | "Oh Yeah (hợp tác với Park Bom)"                                         | G-Dragon, T.O.P, Teddy | Teddy, Sunwoo Jungah           | Teddy, Sunwoo Jungah | 3:17       |
| 4.               | "Don't Go Home" (집에 가지마; Jibe Gajima)                               | G-Dragon               | G-Dragon, Teddy, e.knock       | Teddy, e.knock       | 3:18       |
| 5.               | "Baby Good Night"                                                        | G-Dragon, T.O.P        | G-Dragon, T.O.P, e.knock, 1 ON | e.knock              | 3:32       |
| 6.               | "Knock Out" (뻑이가요; Ppeogigayo)                                       | G-Dragon, T.O.P        | Diplo, G-Dragon, T.O.P         | Diplo                | 3:27       |
| 7.               | "Oh Mom" (T.O.P solo)                                                    | T.O.P                  | T.O.P, e.knock, 1 ON           | e.knock              | 4:32       |
| 8.               | "Obsession" (악몽; Akmong) (G-Dragon solo)                               | G-Dragon               | G-Dragon, e.knock              | e.knock              | 5:17       |
| 9.               | "Of All Days" (오늘따라; Oneulttara) (T.O.P solo)                        | T.O.P                  | T.O.P, Choice37                | Choice37             | 3:25       |
| 10.              | "What Do You Want?" (어쩌란 말이냐?; Eojjeoran Marinya?) (G-Dragon solo) | G-Dragon               | G-Dragon, e.knock              | Sunwoo Jungah, 1 ON  | 3:25       |
| 11.              | "Turn it Up" (T.O.P solo) (Bonus track)                                  | T.O.P                  | T.O.P, Teddy                   | Teddy                | 3:32       |
| Tổng thời lượng: | Tổng thời lượng:                                                         | Tổng thời lượng:       | Tổng thời lượng:               | Tổng thời lượng:     | 38:46      |

Nhạc mẫu
- "Intro" sử dụng đoạn nhạc mẫu trong "It's Yours to Have" của Freda Payne.
- "집에 가지마" ("Don't Go Home") sử dụng đoạn nhạc mẫu trong "Make It With You" của The Whispers.
- "어쩌란 말이냐?" ("What Do You Want?") "Shazam!" của Duane Eddy.
- "뻑이가요" ("Knock Out") sử dụng đoạn nhạc mẫu trong "It's Time For the Percolator" của Cajmere.

## Xếp hạng
| Bảng xếp hạng   | Vị trí cao nhất |
| --------------- | --------------- |
| Gaon hàng tuần  | 1               |
| Gaon hàng tháng | 1               |

## Doanh số
| Bảng xếp hạng | Doanh số                                                                        |
| ------------- | ------------------------------------------------------------------------------- |
| Gaon (CD)     | - 130.000 (2010) - 34.703 (2011) - 16.518 (2012) - 11.901 (2013) - 2.020 (2014) |